# Amorphochelus granulosus
Amorphochelus granulosus är en skalbaggsart som beskrevs av Marc Lacroix 1997. Amorphochelus granulosus ingår i släktet Amorphochelus och familjen Melolonthidae. Inga underarter finns listade i Catalogue of Life.